# Rumänische Eishockeyliga 1954/55
Die Saison 1954/55 war die 25. Spielzeit der rumänischen Eishockeyliga, der höchsten rumänischen Eishockeyspielklasse. Meister wurde zum insgesamt zweiten Mal in der Vereinsgeschichte CCA Bukarest.

## Modus
In der Hauptrunde absolvierte jede der sechs Mannschaften insgesamt zehn Spiele. Der Erstplatzierte der Hauptrunde wurde Meister. Für einen Sieg erhielt jede Mannschaft zwei Punkte, bei einem Unentschieden gab es ein Punkt und bei einer Niederlage null Punkte.

## Hauptrunde

### Tabelle
|    | Klub                   | Sp | S  | U | N | T  | GT | Punkte |
| -- | ---------------------- | -- | -- | - | - | -- | -- | ------ |
| 1. | CCA Bukarest           | 10 | 10 | 0 | 0 | 96 | 4  | 20     |
| 2. | Avântul Miercurea Ciuc | 10 | 8  | 0 | 2 | 94 | 18 | 16     |
| 3. | Știința Cluj           | 10 | 5  | 1 | 4 | 52 | 56 | 11     |
| 4. | Steagul Roșu Brașov    | 10 |    |   |   |    |    |        |
| 5. | Voința Bukarest        | 10 |    |   |   |    |    |        |
| 6. | Dinamo Târgu Mureș     | 10 |    |   |   |    |    |        |

Sp = Spiele, S = Siege, U = Unentschieden, N = Niederlagen